# Miguel Allen
Miguel Malik Allen Montesdeoca (La Aldea de San Nicolás, provincia de Las Palmas, 10 de mayo de 2003) es un baloncestista español que pertenece a la plantilla del Club Bàsquet Prat de la Liga LEB Plata y alterna participaciones con el Club Joventut Badalona de Liga ACB. Con 2,03 metros de estatura, juega en la posición de alero.

## Trayectoria deportiva
Es un alero de padre estadounidense y madre española nacido en La Aldea de San Nicolás, provincia de Las Palmas, formado en la cantera del Club Santo Domingo de Tenerife. 
Se ha extendido ampliamente que es sobrino del histórico jugador de la NBA, Ray Allen, pero no es cierto.
En 2017, sería invitado para disputar la Minicopa infantil con el Club Joventut de Badalona, en el que promedió 14'8 puntos, 4'4 rebotes, 2 asistencias, 3'8 robos y 14'4 de valoración.
En julio de 2017, se incorpora a la cantera del Club Joventut de Badalona para jugar en categoría cadete.
En febrero de 2020, disputaría el Adidas Next Generation de Lituania.
Durante la temporada 2020-21, compaginaría su presencia en el equipo júnior verdinegro y participaciones con el Club Bàsquet Prat de Liga LEB Plata, conjunto vinculado al Club Joventut de Badalona.
El 18 de abril de 2021, hace su debut en Liga Endesa con el primer equipo del Club Joventut de Badalona, participando durante 35 segundos, en un encuentro frente al Real Madrid Baloncesto que acabaría con derrota por 101 a 92.
En septiembre de 2021 renueva con el Club Joventut Badalona hasta 2025. Juega toda la temporada 21/22 con el CB Prat en LEB Oro.
En la temporada 2022-23, donde compaginaba el CB Prat con el primer equipo del Joventut Badalona, firma su mejor partido con los verdinegros después de sumar 10 puntos y 7 rebotes en la victoria de los verdingeros ante el Bilbao Basket en la jornada 18 de la ACB.
Después de 3 temporadas en el CB Prat con varias presencias en ACB con la Penya, en la temporada 2023-24 pasa a tener ficha del primer equipo del Joventut.

### Internacional
Es internacional con la Selección de baloncesto de España en categorías inferiores.
Formó parte del equipo que consiguió el oro en el Campeonato de Europa Sub-20 celebrado en Podgorica en 2022.